# Zamek w Zawałowie
Zamek w Zawałowie – zamek zbudowany przez rodzinę Makowieckich na początku XVII w.

## Historia

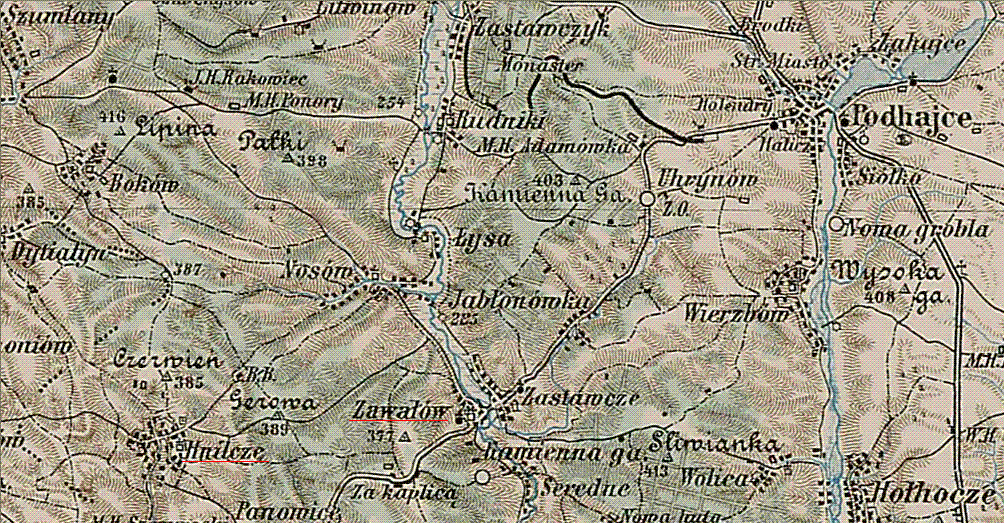
Zawałów na mapie

W 1675 r. zamek został zniszczony podczas najazdu tureckiego wezyra Ibrahima Szyszmana, który jego właściciela Marka Makowieckiego z żoną, dziećmi i znacznym pocztem szlachty i ludu wziął do niewoli. Kolejny właściciel Stanisław Jan Jabłonowski, hetman wielki koronny odbudował zniszczony zamek i stworzył warowny posterunek, z którego pilnował Turków, gospodarujących na Podolu, często tu przebywając. Syn i wnuk hetmana równie często przebywali w zamku, który po pańsku był urządzony. W późniejszym czasie, gdy zamek należał do Aleksandra Raczyńskiego  gromadzone w nim były liczne pamiątki, dzieła sztuki i księgozbiór. Podczas I wojny światowej w 1915 roku zamek będący na głównej linii frontu został poważnie zniszczony, a zgromadzone w nim zbiory zrabowane. Odremontowana budowla w 1917 r. została ponownie zniszczona, podpalona przez cofające się wojska rosyjskie.

## Architektura
Zamek opasany był potrójnymi wałami; należał do piękniejszych i warowniejszych zamków czerwonoruskich; w ogólnych zarysach zachowany do końca XIX w. Zamieszkany, położony na znacznym wzgórku na zachód (właściwie na południe) od miasteczka. Przedstawia obszerny, trzyskrzydłowy,  wysoki na piętro gmach, zbudowany z kamienia i cegieł w kształcie litery "U". Narożniki północne i południowo-wschodnie zamykają wieloboczne, nieco wyższe baszty, dobrze utrzymane i zamienione na mieszkania. Trzecia podobna baszta, wysunięta naprzód, istnieje u frontu skrzydła północnego, front zaś skrzydła południowego zamyka kaplica, utrzymana w porządku, ale nie zawierająca żadnych pamiątek. Sień wchodowa z klatką schodową znajduje się w środku głównego skrzydła, dłuższego od bocznych. Wewnątrz zamku znajduje się szereg mniejszych pokojów i obszernych sal. Jedną z nich do niedawna zdobiły malowidła, przedstawiające bitwy hetmana Stanisława Jabłonowskiego. Obecnie uległy zniszczeniu. Pod zamkiem są rozległe piwnice. Zamek otaczały niegdyś w czworobok wały i rowy, po których pozostały tylko ślady.